# Meridiano 12 W
O meridiano 12 W é um meridiano que, partindo do Polo Norte, atravessa o Oceano Ártico, Gronelândia, Oceano Atlântico, África, Oceano Antártico, Antártida e chega ao Polo Sul. Forma um círculo máximo com o meridiano 168 E.
Parte da fronteira Mauritânia-Saara Ocidental é definida por este meridiano.
Começando no Polo Norte, o meridiano 12º Oeste tem os seguintes cruzamentos:
| País, território ou mar              | Notas                                                                        |
| ------------------------------------ | ---------------------------------------------------------------------------- |
| Oceano Ártico                        |                                                                              |
| Gronelândia                          |                                                                              |
| Oceano Ártico                        | Mar da Gronelândia Mar da Noruega                                            |
| Oceano Atlântico                     |                                                                              |
| Marrocos                             |                                                                              |
| Saara Ocidental                      | Ocupado por Marrocos                                                         |
| Fronteira Mauritânia-Saara Ocidental |                                                                              |
| Mauritânia                           |                                                                              |
| Mali                                 |                                                                              |
| Senegal                              |                                                                              |
| Mali                                 |                                                                              |
| Senegal                              |                                                                              |
| Mali                                 |                                                                              |
| Senegal                              |                                                                              |
| Guiné                                |                                                                              |
| Serra Leoa                           |                                                                              |
| Oceano Atlântico                     | Passa a leste de Tristão da Cunha, Santa Helena, Ascensão e Tristão da Cunha |
| Oceano Antártico                     |                                                                              |
| Antártida                            | Terra da Rainha Maud, reclamada pela Noruega                                 |